# جورجينا هنري
جورجينا هنري (بالإنجليزية: Georgina Henry)‏ هي صحفية بريطانية، ولدت في 8 يونيو 1960، وتوفيت في 7 فبراير 2014.